# Лейла Лопес
Лейла Лопес (на португалски: Leila Lopes (на португалски се произнася Лопеш); родена на 26 февруари 1986 г. в Бенгела) е анголски фотомодел, победителка в конкурса Мис Вселена 2011.
Родителите ѝ емигрират от Кабо Верде в Ангола. Лопес учи за мениджър във Великобритания, където получава титула Miss Angola UK на 8 октомври 2010 г. С ръст 179 см. на този конкурс побеждава 21 съпернички. Конкурсът Мис Ангола е проведен в Луанда на 18 декември 2010 г. на който получава премията Photogenic Award и правото да участва в конкурса Мис Вселена в Сао Пауло, Бразилия на 12 септември 2011 г. В този конкурс тя побеждава 89 съпернички за титлата.